# 烏賊飯
烏賊飯（いかめし）は、イカの中に米を入れて炊き上げた日本の料理。北海道渡島地方の郷土料理。

## 概要
下足（げそ）を取り外し、腹ワタを取り除いたイカの胴身に、研いだ米を詰め込み醤油ベースの出し汁で炊き上げたもの。爪楊枝等で米が飛び出さないように留める事がある。米はもち米とうるち米を混ぜる。胴身に詰める具材として、下足を細かく刻んだものや、筍、人参、油揚げなどを入れることもある。

## 駅弁

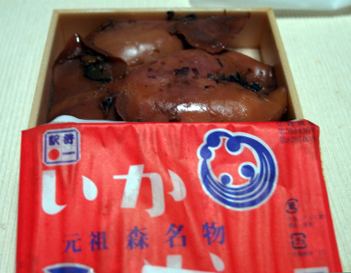
いかめしの包装と中身

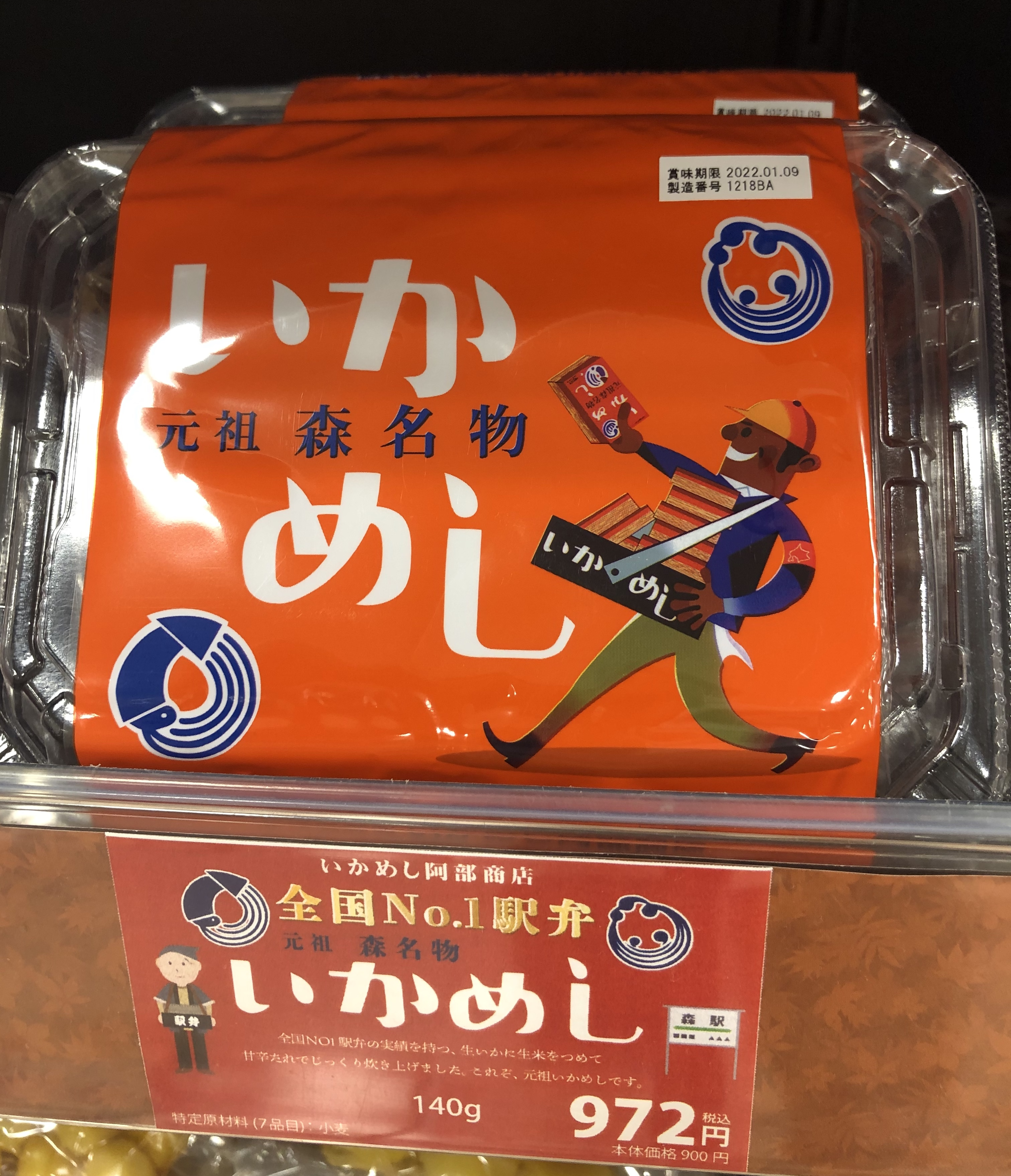
松坂屋豊田店で売られているいかめし

生のイカに米やジャガイモを詰め込んで醤油味で煮込んだ料理は北海道日本海沿岸に古くから存在する料理で、大正、昭和初期の松前町や焼尻島など、各地で食されていた。
現在「駅弁」として有名な「いかめし」は、函館本線森駅の駅弁調製業者だった阿部弁当店（現在のいかめし阿部商店）が、第二次世界大戦中の1941年（昭和16年）、戦時体制による食糧統制で米が不足していたため、当時豊漁だったスルメイカを用い、米を節約しても満足感がある料理として考案した。当時の森駅は鉄道交通の要衝として、ソ連の侵攻に備えて北海道に配置された若い兵士たちを乗せた列車が乗り入れていた。そのため駅弁として売り出したところ、もち米入りで腹持ちが良いと評判を呼んだという。
戦後の1966年（昭和41年）に京王百貨店で『第1回元祖有名駅弁と全国うまいもの大会』が行われ、阿部弁当店はこの大会に烏賊飯を出品した。第2回には早くも売り上げ1位となり、以後同大会をはじめとする「駅弁大会」の常連となった。これによって「いかめし」は徐々に森町名物あるいは北海道名物として全国的に知られるようになった。
1970年代にはイカの不漁で安定供給が困難になった為ニュージーランド産のイカを使用。日本近海のイカよりも加熱調理後に冷めても身が柔らかく、より良いいかめしが出来上がった。
現在では阿部商店以外の業者も製造販売しており、催事や通信販売でレトルトパックになったものが容易に入手できる。本州でも新潟県の長岡駅など、イカの産地では同様の駅弁が販売されている。